# Aire marine protégée de Donaten
L'aire marine protégée de Donaten est une aire marine protégée située dans le quartier de Donaten, à Cotonou, département du Littoral, Bénin.

## Historique
Le gouvernement béninois a inscrit la gestion d'aires protégées dans son Programme national d’investissement baptisé «le Bénin Révélé», en 2016. Dans ce contexte, le Bénin s'est engagé à atteindre un objectif de 30 % de protection environnementale de la surface de son territoire (terre et mer).
L'aire marine est créée par le décret présidentiel n° 2022-003, du 3 janvier 2022, portant création des aires marines de Donaten et de la Bouche du Roy.
Néanmoins, elle vient étendre le site Ramsar n°1018 d'importance internationale, constitué du lac Nokoué, de la lagune de Porto-Novo et de zones humides côtières adjacentes et parfois déjà fortement urbanisées.

## Contexte
Le quartier Donaten, parfois appelé «Cité vie nouvelle» est situé dans l'est de Cotonou dans le département du Littoral. Il est réputé pour abriter de nombreux sites touristiques et le but de l'extension de cette protection est d'améliorer la propreté, les niveaux de pollution et le paysage à proximité directe de la capitale économique et principal port marchand du pays.
En 2013, un rapport du Bureau d’Etudes Action-Conseils Pour le Développement Durable (ACDD) du Bénin, pointe des manquements nationaux dans le suivi et la protection sur le terrain des différents types de zones protégées. Le quartier de Donaten est déjà évoqué comme potentiel site de développement d'un parc marin.
Ce rapport fait état de plusieurs défis nouveaux pour le pays, avec l'élaboration d'une aire marine protégée : la définition de cette aire soumise aux marées (donc à un changement de surface régulier) ; la protection des patrimoines matériels et immatériels liés aux activités humaines autour de ce parc marin (pêche, artisanats, mode de vie, habitat, architecture, etc.) ; les activités humaines (notamment industrielles et touristiques) en périphérie ou dans la zone, qui peuvent altérer sa bonne conservation ; enfin, le suivi et la protection sur le terrain par des fonctionnaires spécialisés et formés à ces tâches.

## Géographie
Elle couvre une surface totale de 7,02 km², avec une aire centrale de 6,14 km². Son aire de transition inclut des quartiers côtiers de Cotonou – Donaten, Finagnon, Tokplékbé, Apkapka, Sèkandji et Marina – notamment concernant la gestion des eaux usées (industries, habitations, urbanisme...) et des déchets.
Cette aire – de surface très restreinte comparativement à d'autres aires marines protégées – se trouve à proximité immédiate du chenal de Cotonou, reliant le Lac Nokoué à l'Atlantique dans un système d'eaux saumâtres dépendant des marées et d'un environnement côtier sain et naturel. Comme à plusieurs endroits du Golfe de Guinée, il est également un lieu de passage et de reproduction d'espèces endémiques comme la baleine, le dauphin ou le Lamentin.
Outre des niveaux de pollutions faibles, c'est aussi un environnement sonore (pêche industrielle, activités minières et militaires, sonar, etc.) le plus calme possible qu'il est essentiel de maintenir. Plusieurs cas d'échouages de faune marine ayant été observés à cause d'activités humaines sous-marines,.

### Flore et faune
L'aire marine, s'ajoutant à la zone terrestre déjà couverte par le site Ramsar n°1018, doit permettre de sécuriser la mangrove et les ressources halieutiques disponibles, menacée ou en voie d’extinction, à savoir : des tortues marines, le Lamantin d’Afrique, les baleines et dauphins (trajet migratoire important), diverses espèces de poissons.

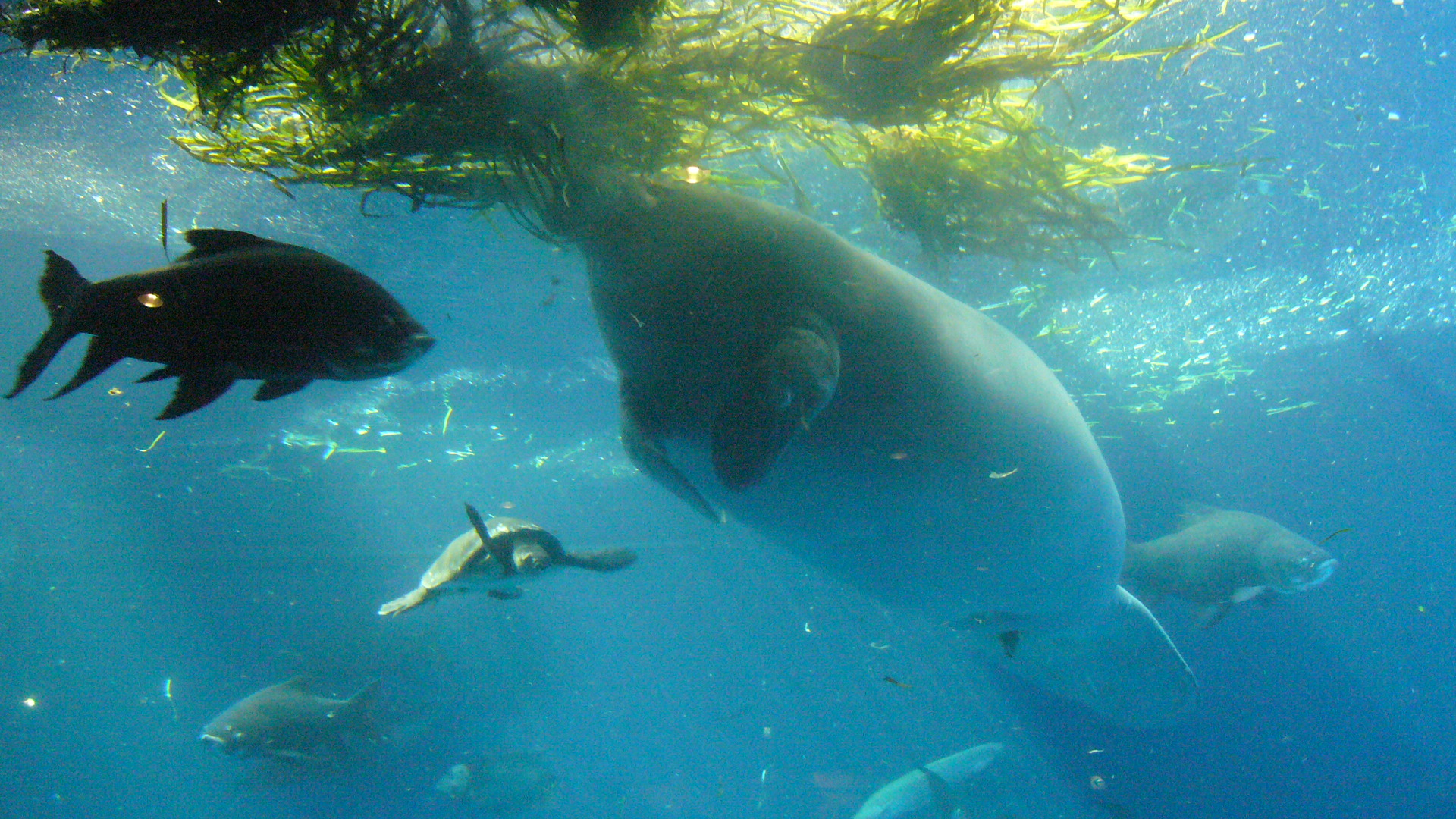
Trichechus senegalensis (Lamentin d'Afrique).
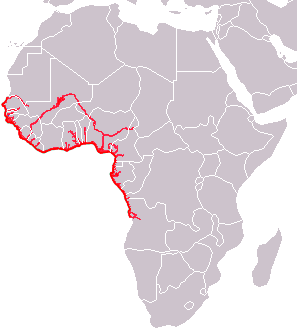
Distribution du Lamentin d'Afrique.
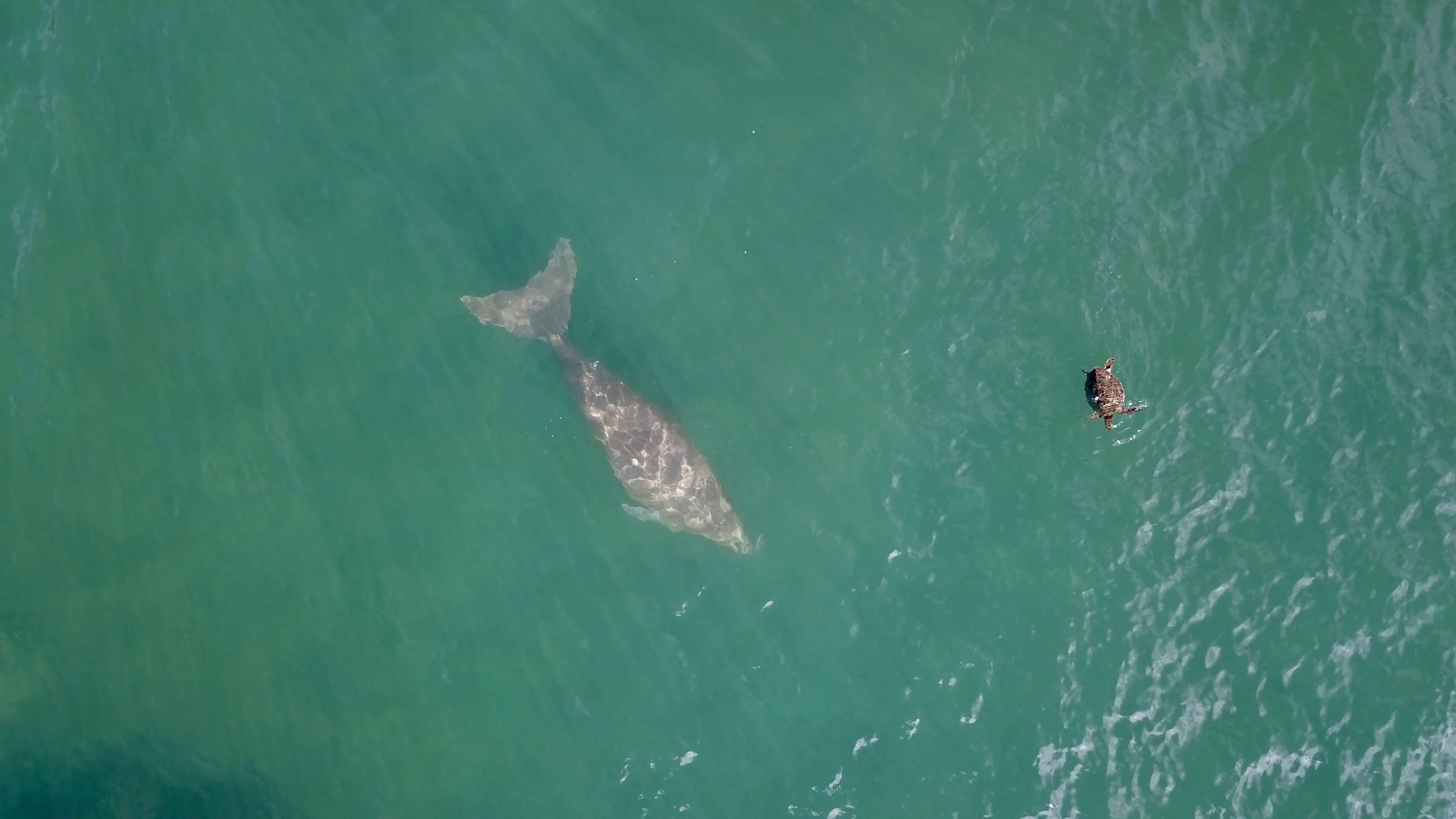
Un Dugong (Lamentin) et une tortue.
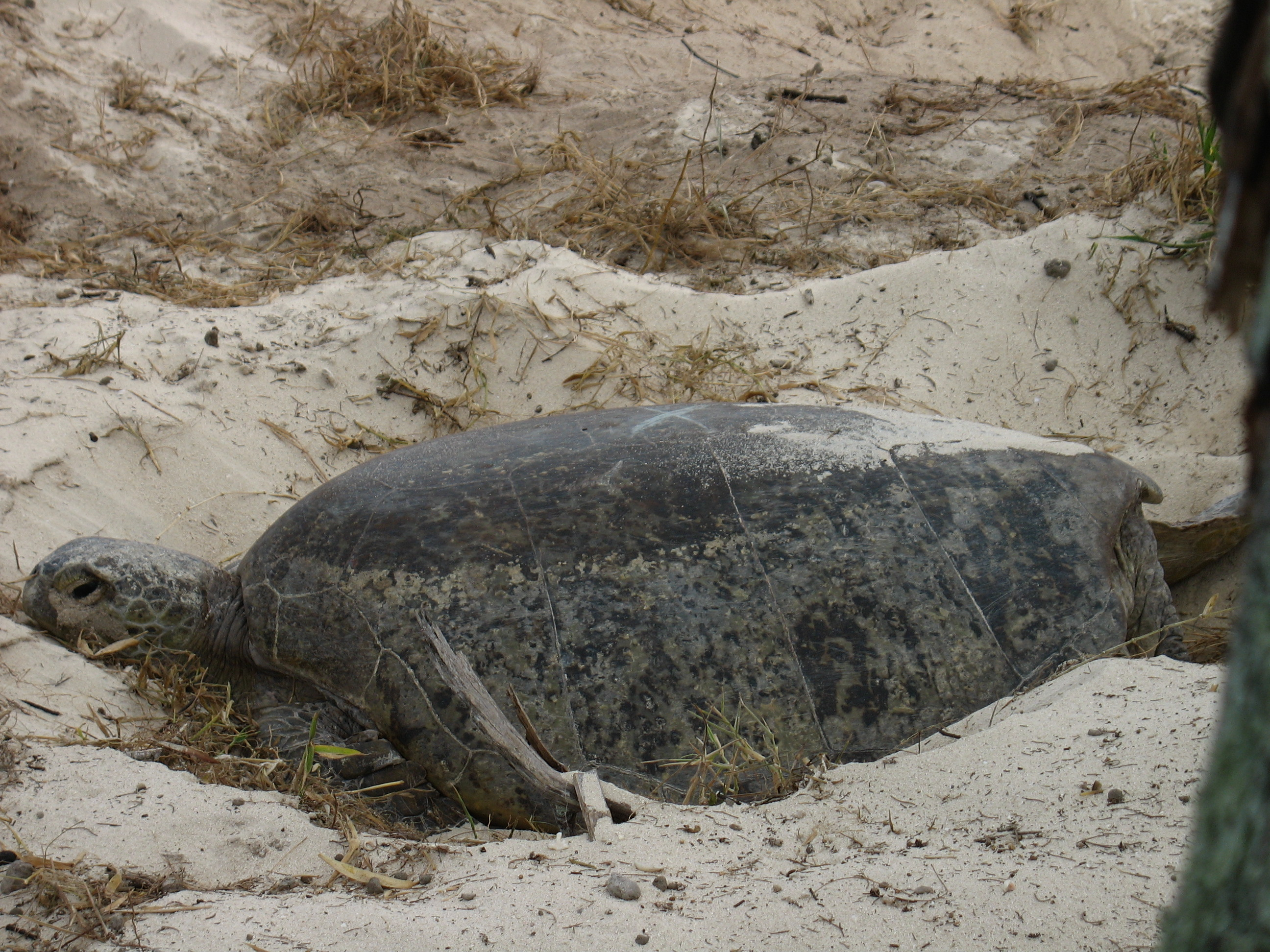
Tortue verte s'apprêtant à pondre.
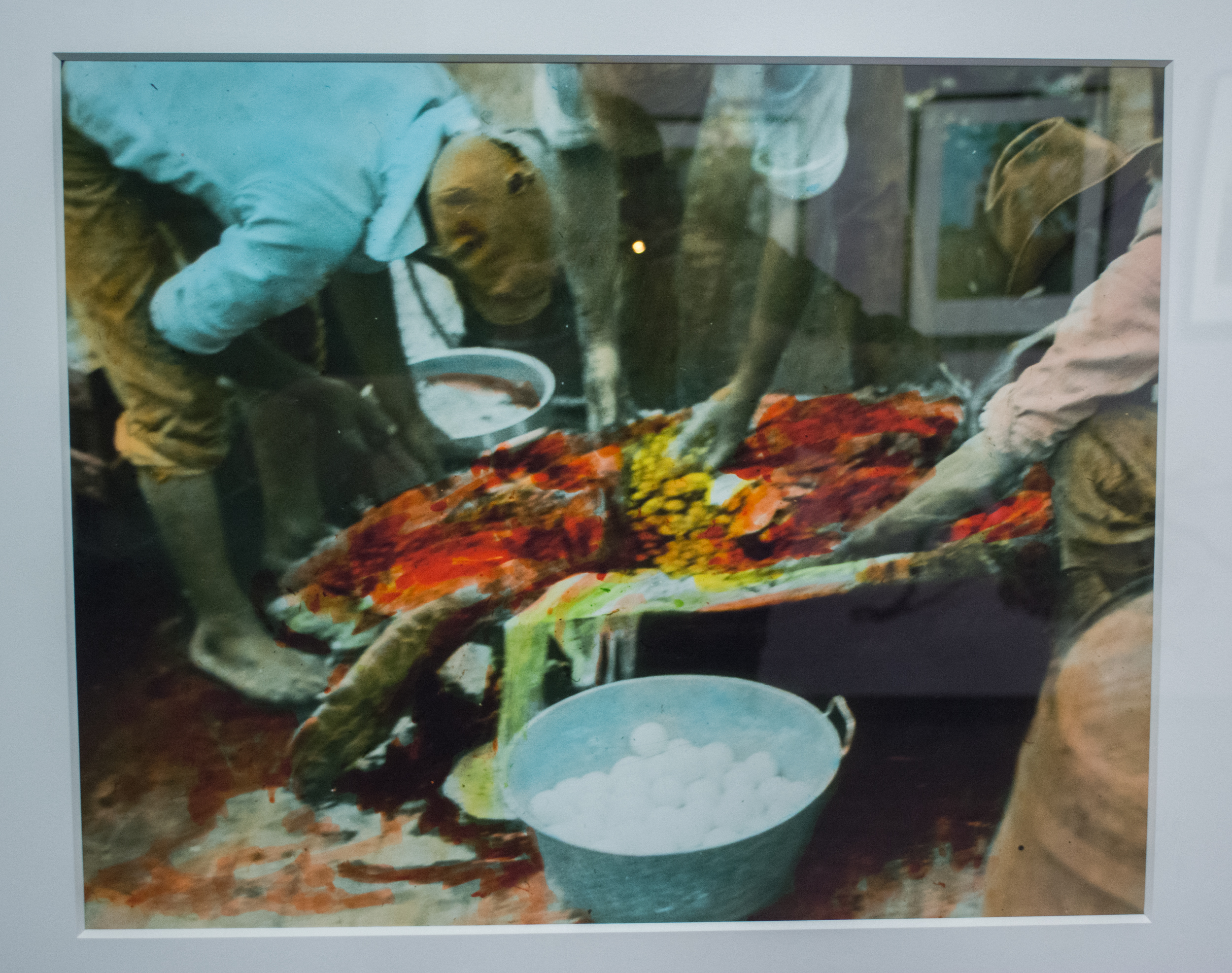
La tortue marine est encore trop souvent braconnée pour ses œufs ou sa viande.

## Galerie

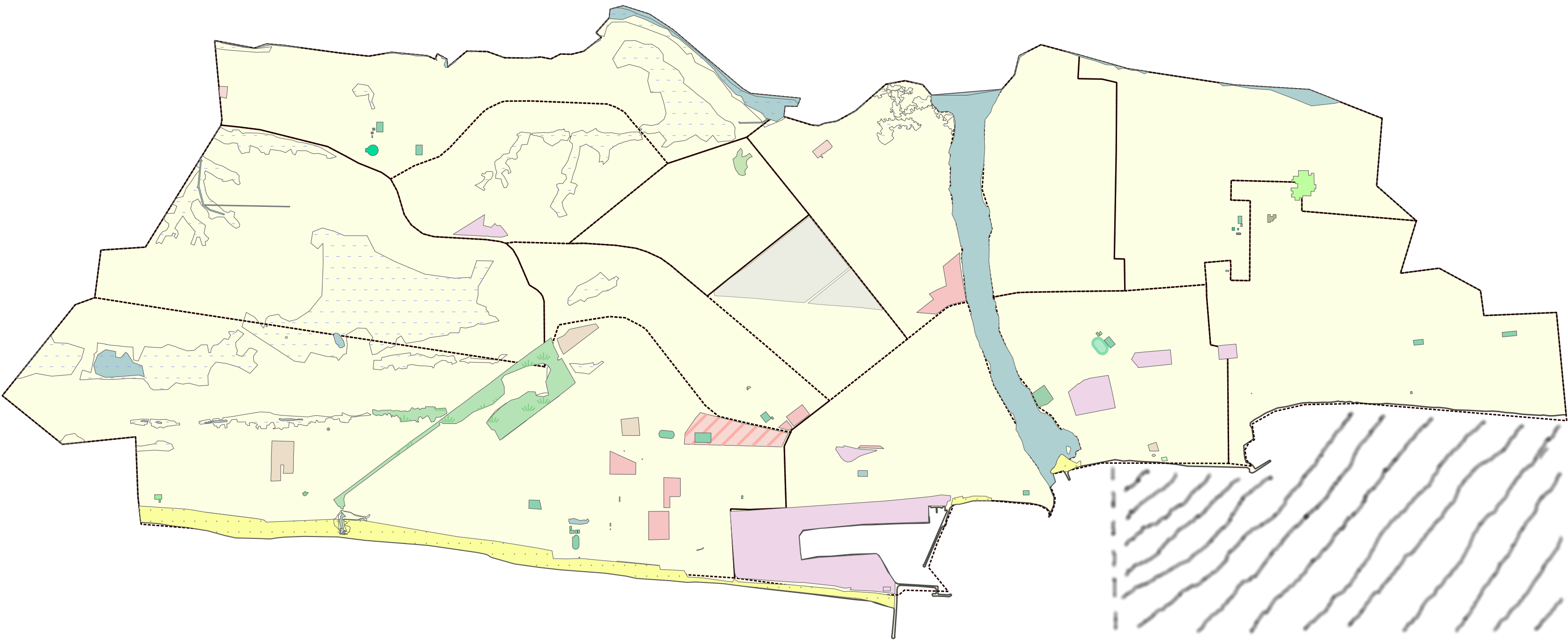
Plan de Cotonou, chenal et une partie de l'aire marine protégée (grisée).
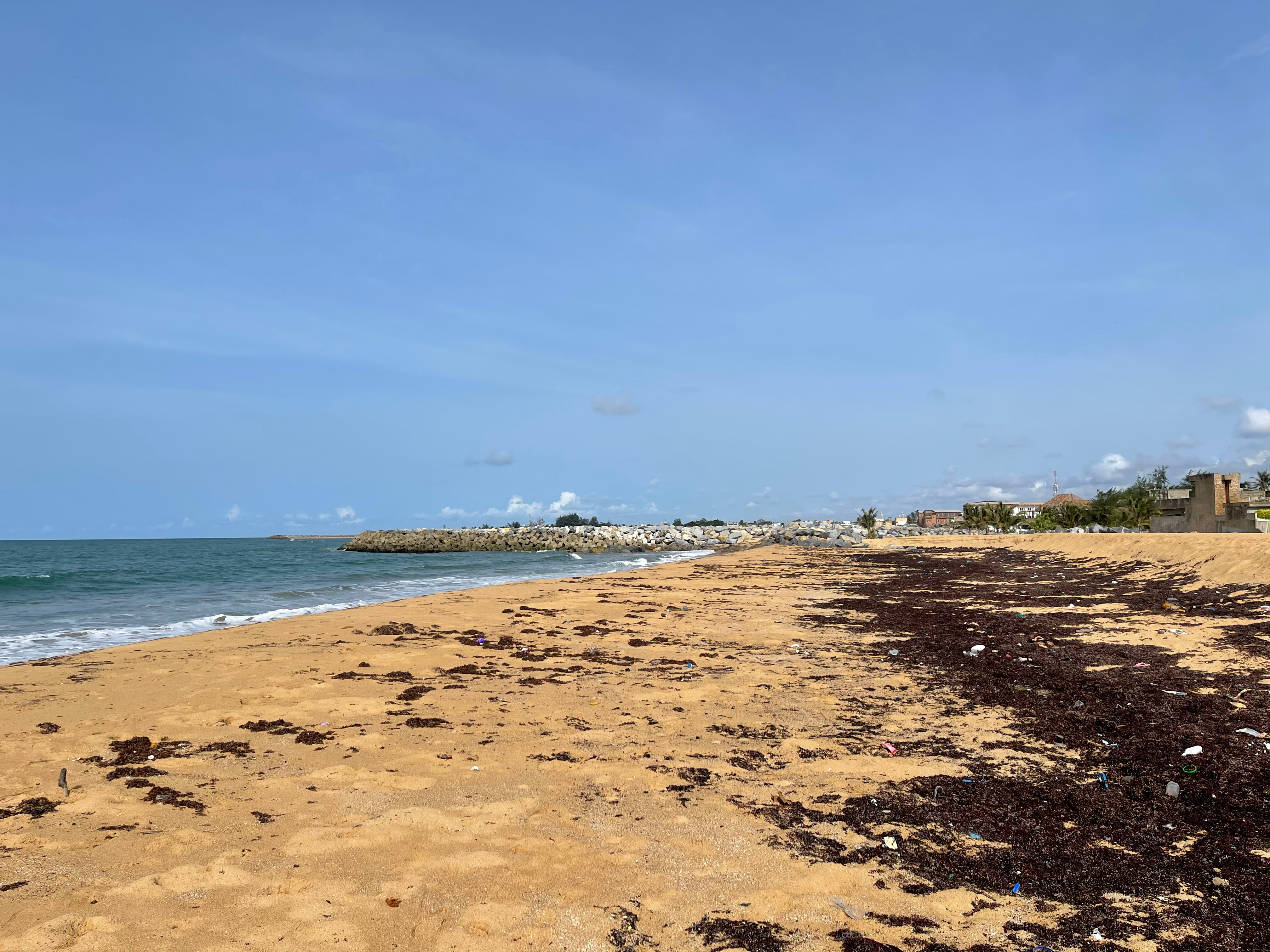
Installations de lutte contre l'érosion côtière et plage, dans le quartier Finagnon, devant l'aire marine protégée. Comme dans la plupart des aires marines protégées dans le monde, une pollution aux plastiques est à présent bien visible sur la plage.
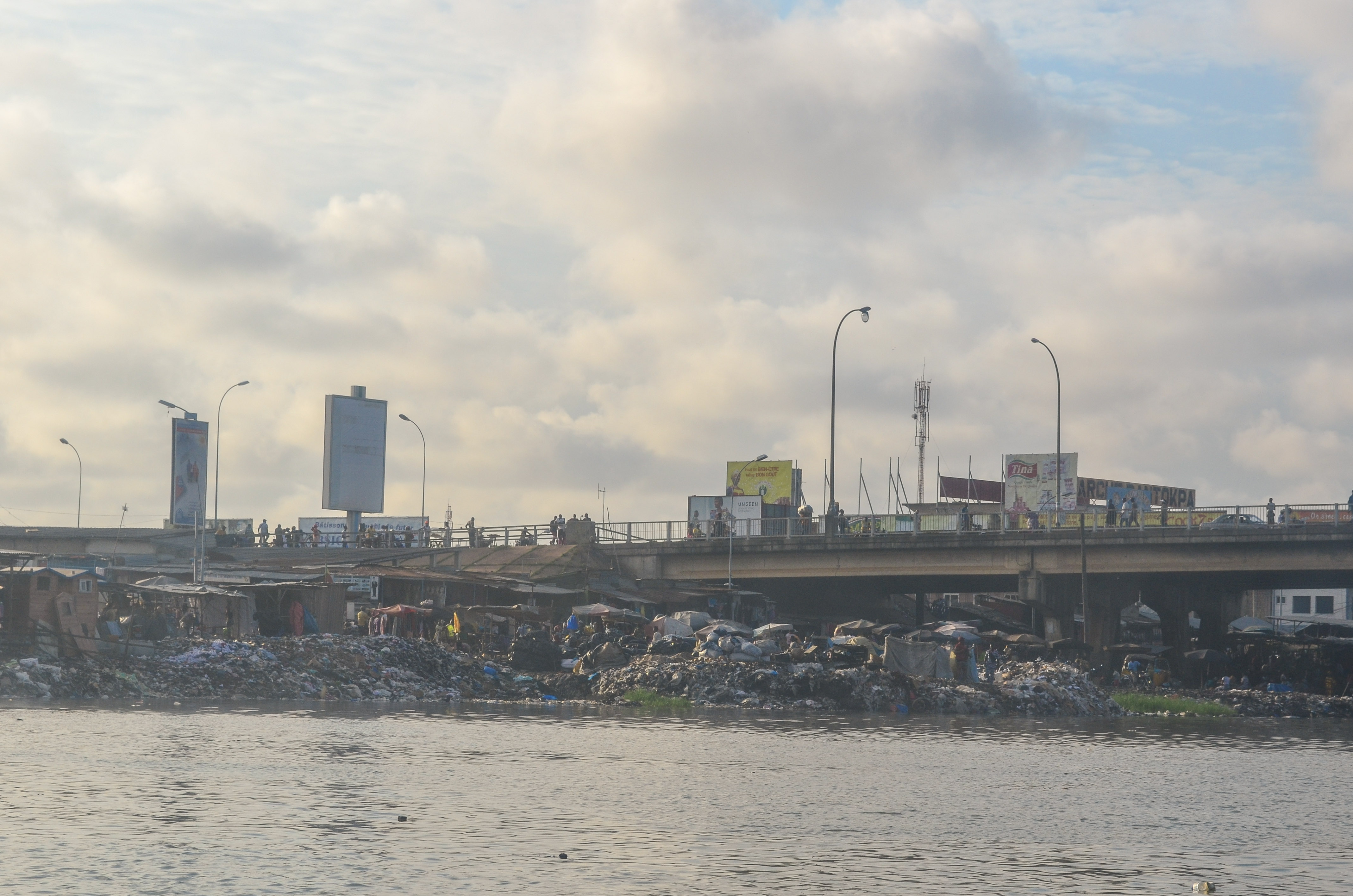
C'est pour éviter les situations désastreuses de déversement de déchets et de pollution directe des eaux (comme ici dans la lagune à Ganvié, 2013) que des aires marines protégées sont mises en place dans des zones stratégiques.
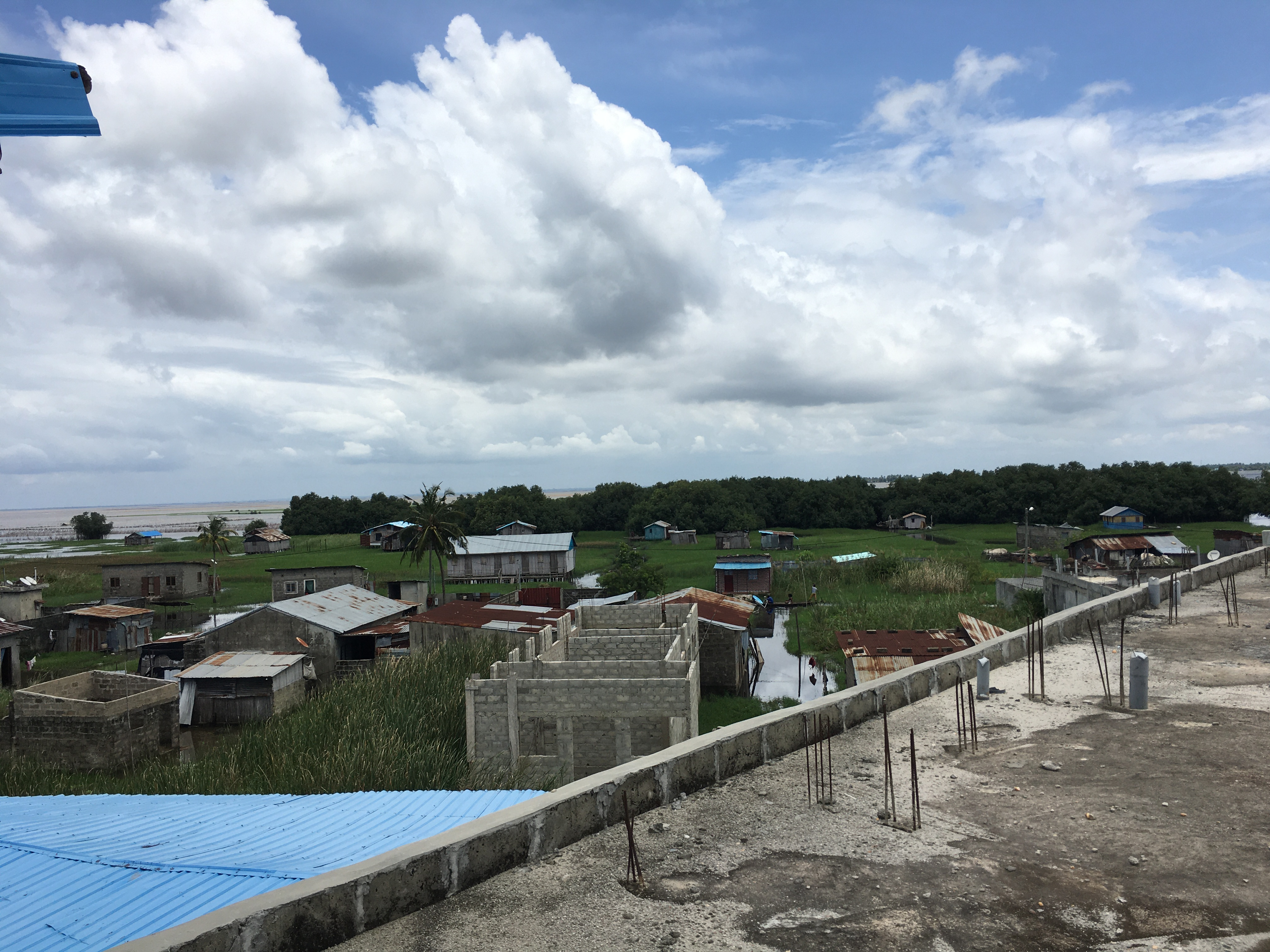
Zones humides et constructions sauvages ne font pas bon ménage. Au fond, une mangrove, essentielle à la préservation des littoraux. Côte béninoise, 2021.
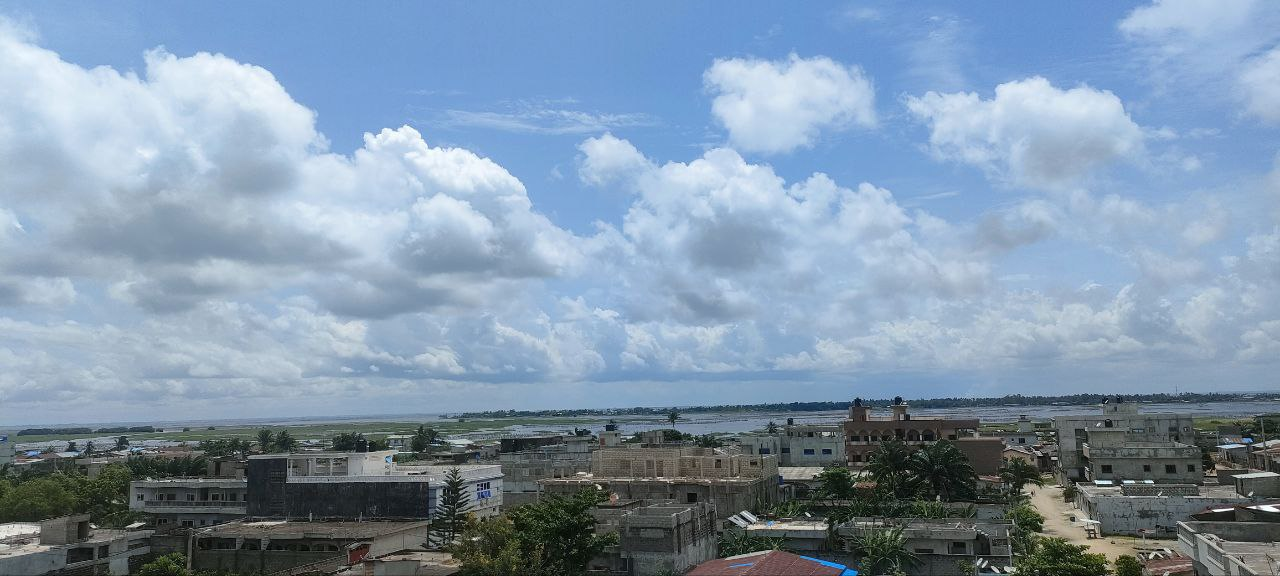
Apkapka à Cotonou